# 菜園里 (臺北市)
菜園里是台北市萬華區西門次分區轄下的一個里。面積0.1558平方公里，下轄25鄰。2023年2月止共有人口5,825人。

## 邊界
西側隔淡水河與新北市三重區為界，北側為萬壽里，東側為西門里及新起里，南側為富民里及青山里。